# Aucha maculata
Aucha maculata là một loài bướm đêm trong họ Noctuidae.